# Monument voor John Cockerill (Seraing)

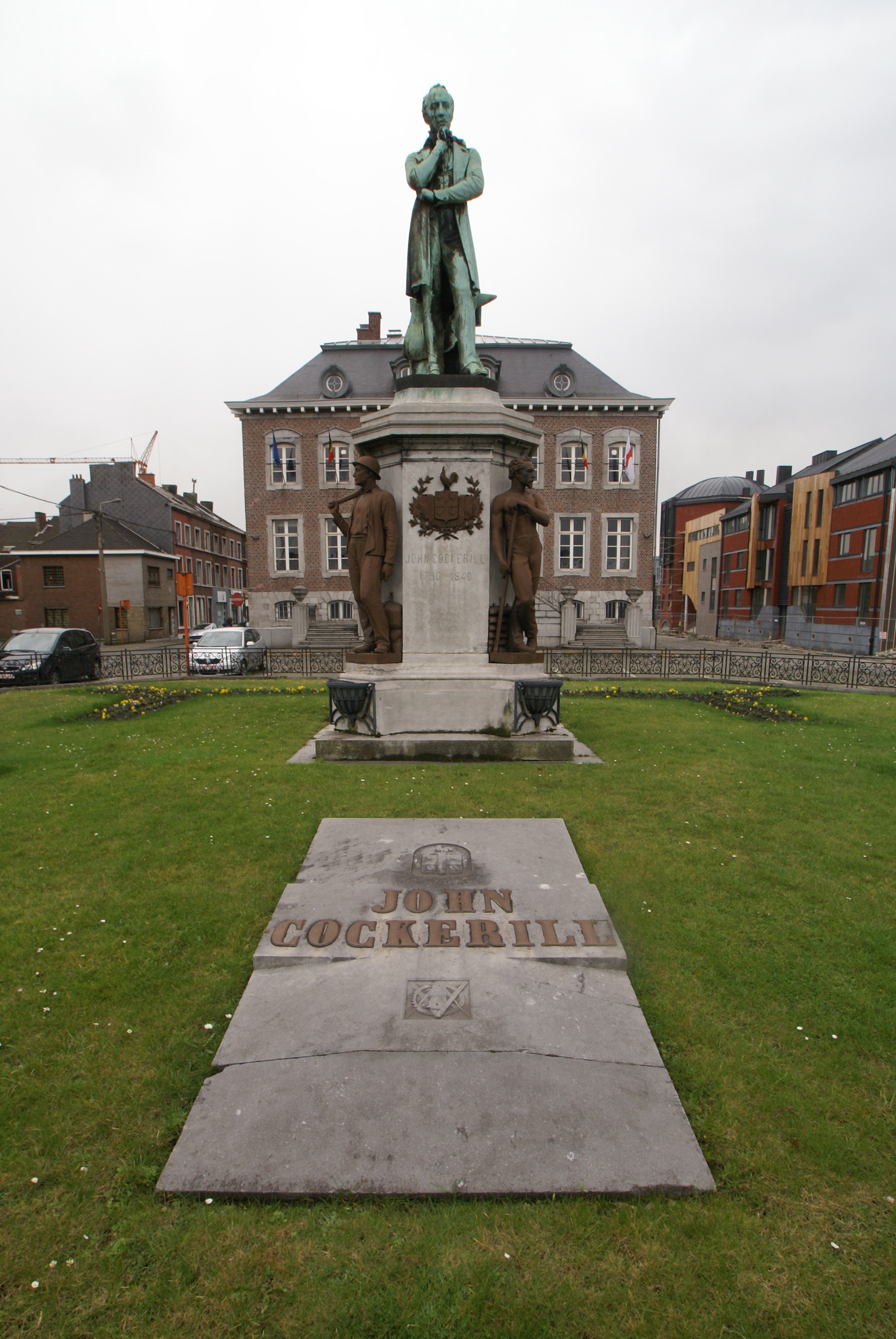
Monument en graf van Cockerill

Het Monument voor John Cockerill is een beeldengroep op de Place Communale van de Belgische gemeente Seraing. Beeldhouwer Armand Cattier ontwierp het monument, dat sinds 1871 de industrieel John Cockerill eert. Het werk, getuigend van een zeker paternalistisch kapitalisme, toont de eerste realistische arbeiderssculpturen in België.

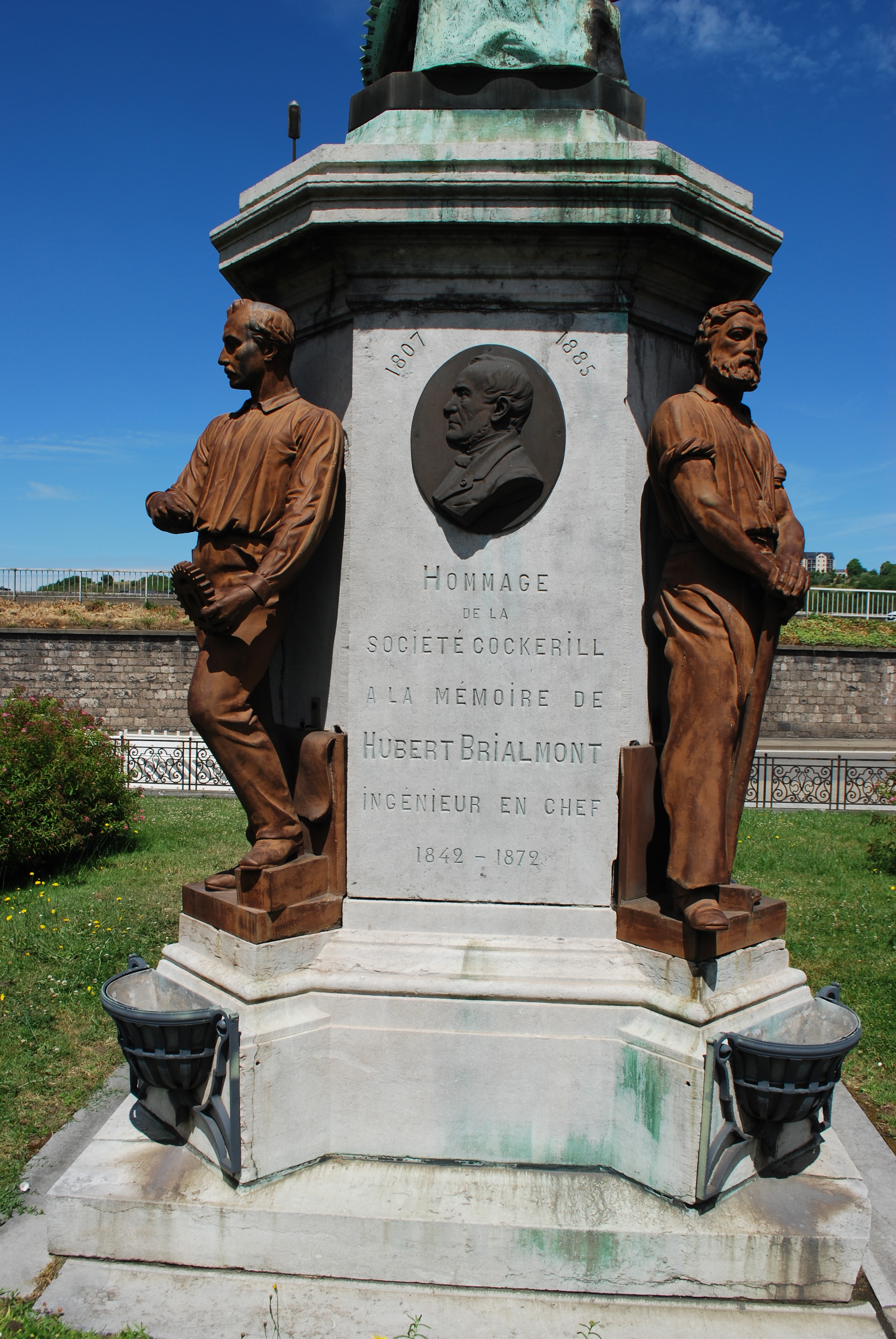
Gietijzeren arbeiders: links de mecanicien, rechts de smid

## Geschiedenis
De stoffelijke resten van de Brits-Belgische industrieel Cockerill, gestorven in 1840 te Warschau, werden in 1867 overgebracht naar Seraing, waar zijn hoogovens en andere fabrieken stonden. Het volgende jaar werd een wedstrijd georganiseerd voor een monument op de Place Communale. Het winnende ontwerp van beeldhouwer Cattier werd gegoten door de Compagnie des Bronzes en in 1871 ingehuldigd. De assen van Cockerill werden in 1947 overgebracht van de begraafplaats naar de graftombe voorzien aan de voet van het monument.
Ondertussen was in 1872 een aangepaste repliek van het monument geplaatst op het Luxemburgplein in Elsene.

## Beschrijving
De beeldengroep van Cattier toont Cockerill in een meditatieve houding, met de rechterhand aan de kin. Achter zich heeft hij een aambeeld, een tandwiel en andere attributen van zijn nijverheid. Cockerill wordt omringd door vier staande arbeidersfiguren in gietijzer: de smid Lognoul, de mecanicien Beaufort, de puddelaar Lejeune en de mijnwerker Jacquemin. Op de voorzijde is het wapenschild van Cockerill aangebracht, met vier hanen en zijn spreuk Courage to the Last. Aan de achterzijde is hoofdingenieur Hubert Brialmont afgebeeld op een medaillon. Een inscriptie op de sokkel herinnert aan de herdachte waarden (Intelligence - Travail).